# Мансур Ас-Сагафі
Мансур Ас-Сагафі (араб. منصور الثقفي, нар. 14 січня 1979) — саудівський футболіст, що грав на позиції захисника.
Виступав, зокрема, за клуб «Аль-Наср» (Ер-Ріяд), а також національну збірну Саудівської Аравії.

## Клубна кар'єра
У дорослому футболі дебютував 2001 року виступами за команду клубу «Ан-Наср» (Ер-Ріяд), в якій провів шість сезонів. 
Згодом з 2007 по 2010 рік грав у складі команд клубів «Аль-Аглі», «Ан-Наср» (Ер-Ріяд) та «Аль-Аглі».
Завершив професійну ігрову кар'єру у клубі «Аль-Кадісія», за команду якого виступав протягом 2010—2011 років.

## Виступи за збірну
У 2004 році дебютував в офіційних матчах у складі національної збірної Саудівської Аравії. Протягом кар'єри у національній команді, яка тривала 2 роки, провів у формі головної команди країни 5 матчів.
У складі збірної був учасником чемпіонату світу 2002 року в Японії і Південній Кореї.